# Championnats du monde de VTT et de trial 2006
Pour les articles homonymes, voir Trial (homonymie).
Navigation
Livigno 2005 Fort William 2007
Les championnats du monde de VTT et de trial 2006 se sont déroulés à Rotorua en Nouvelle-Zélande du 22 au 27 août 2006. L'épreuve féminine de VTT cross-country moins de 23 ans est disputée pour la première fois,  alors que l'épreuve masculine équivalente existe depuis 1996.

## Médaillés

### Cross-country
| Épreuves                                    | Or                                                           | Or              | Argent                                                      | Argent       | Bronze                                                                           | Bronze       |
| ------------------------------------------- | ------------------------------------------------------------ | --------------- | ----------------------------------------------------------- | ------------ | -------------------------------------------------------------------------------- | ------------ |
| Hommes résultats détaillés                  | Julien Absalon                                               | 2 h 09 min 08 s | Christoph Sauser                                            | + 43 s       | Fredrik Kessiakoff                                                               | + 1 min 58 s |
| Femmes résultats détaillés                  | Gunn-Rita Dahle                                              | 1 h 55 min 20 s | Irina Kalentieva                                            | + 2 min 45 s | Marie-Hélène Prémont                                                             | + 4 min 22 s |
| Hommes, moins de 23 ans résultats détaillés | Nino Schurter                                                | 1 h 54 min 58 s | Tony Longo                                                  | + 50 s       | Max Plaxton                                                                      | + 2 min 34 s |
| Femmes, moins de 23 ans résultats détaillés | Chengyuan Ren                                                | 1 h 31 min 17 s | Liu Ying                                                    | + 1 min 38 s | Sarah Koba                                                                       | + 4 min 56 s |
| Hommes, juniors résultats détaillés         | Mathias Flückiger                                            | 1 h 19 min 37 s | Martin Fanger                                               | + 52 s       | Pascal Meyer                                                                     | + 1 min 23 s |
| Femmes, juniors résultats détaillés         | Tanja Žakelj                                                 | 1 h 18 min 23 s | Julie Krasniak                                              | + 23 s       | Nadja Roschi                                                                     | + 1 min 13 s |
| Relais mixte résultats détaillés            | Suisse Florian Vogel Martin Fanger Petra Henzi Nino Schurter | 1 h 27 min 20 s | Italie Tony Longo Cristian Cominelli Eva Lechner Yader Zoli | + 50 s       | Pologne Marcin Karczynski Adrian Działakiewicz Maja Włoszczowska Kryspin Pyrgies | + 1 min 04 s |

### Descente
| Épreuves                            | Or              | Or            | Argent            | Argent        | Bronze           | Bronze        |
| ----------------------------------- | --------------- | ------------- | ----------------- | ------------- | ---------------- | ------------- |
| Hommes résultats détaillés          | Samuel Hill     | 3 min 15.25 s | Greg Minnaar      | 3 min 17.16 s | Nathan Rennie    | 3 min 17.92 s |
| Femmes résultats détaillés          | Sabrina Jonnier | 3 min 50.32 s | Tracy Moseley     | 3 min 53.83 s | Rachel Atherton  | 3 min 57.80 s |
| Hommes, juniors résultats détaillés | Cameron Cole    | 3 min 28.29 s | Samuel Blenkinsop | 3 min 29.45 s | Antoine Badouard | 3 min 29.84 s |
| Femmes, juniors résultats détaillés | Tracey Hannah   | 4 min 07.07 s | Floriane Pugin    | 4 min 11.74 s | Micayla Gatto    | 4 min 40.91 s |

### Four Cross
| Épreuves                   | Or            | Argent             | Bronze        |
| -------------------------- | ------------- | ------------------ | ------------- |
| Hommes résultats détaillés | Michal Prokop | Roger Rinderknecht | Guido Tschugg |
| Femmes résultats détaillés | Jill Kintner  | Anneke Beerten     | Anita Molcik  |

### Trial
| Épreuves                                      | Or                | Or     | Argent              | Argent | Bronze              | Bronze |
| --------------------------------------------- | ----------------- | ------ | ------------------- | ------ | ------------------- | ------ |
| Hommes 26 pouces résultats détaillés          | Kenny Belaey      | 4 pts  | Vincent Hermance    | 5 pts  | Giacomo Coustellier | 8 pts  |
| Hommes 20 pouces résultats détaillés          | Marco Hösel       | 10 pts | Carles Diaz Codina  | 14 pts | Benito Ros Charral  | 15 pts |
| Femmes résultats détaillés                    | Karin Moor        | 19 pts | Mireia Abant Condal | 25 pts | Gemma Abant Condal  | 40 pts |
| Hommes, juniors 26 pouces résultats détaillés | Aurélien Fontenoy | 9 pts  | Ben Slinger         | 11 pts | Matthias Mrohs      | 17 pts |
| Hommes, juniors 20 pouces résultats détaillés | Marco Thomä       | 6 pts  | Aurélien Fontenoy   | 14 pts | Matthias Mrohs      | 16 pts |
| Par équipes                                   | France            |        | Allemagne           |        | Espagne             |        |